# Elasto Mania
Elasto Mania (též Elastomania, Elma) je dvojrozměrná závodní, kultovní počítačová hra, vytvořená nezávislým maďarským programátorem Balázsem Rózsou v roce 2000. Grafiku hry má na svědomí Mate Magyar (MUe).

## Historie
Elastomania byla vydána 3. února 2000 jako odraz požadavků komunity, která se kolem hry vytvořila od vydání předchůdce hry Elasto Mania (Elma) zvané Action Supercross (Across).
Verze 1.0 obsahuje řadu programátorských chyb. Verze 1.1 byla vydána téhož roku v září. Po týdnu verze 1.11/11a.
V červnu 2000 se na internetu objevil program Nitro Patch. Publikoval ho švédský programátor Panzer. V programu lze měnit fyzikální aspekty hry jako rychlost, zrychlení motocyklu, sílu gravitace a další. Po dojetí levelu však přičítá k výslednému času 10 minut. Později vyšlo najevo, že Panzer byl pouze alias autora hry.
Začátkem roku 2001 autor hry, Balázs Rózsa, plánoval vydání Elasto Manie 2. Měla odrážet požadavky komunity z IRCnetu nebo fóra mopolauta. Požadováno bylo zachování fyzikálního modelu motorky, ale prosilo se lepší zabezpečení hry proti zneužití, lepší statistika (počet odjetých hodin na levelech apod.), možnost hraní multiplayeru online a další.
Rozsa od záměru vydání hry postupně upustil. Na jaře 2001 předal správu světových rekordů Pekku Tahkolovi (Pexi) z Finska, který v dobách acrossu vedl nejnavštěvovanější web týkající se této hry. Tahkola světové rekordy spravuje dodnes, ale o stránky moposite.com, kde jsou rekordy uvedeny, se stará společně s Lassi Heikkinenem (Abula). V témže roce vydal balíček externích levelů nazvaný Official level pack (OLP), kterým dal nepřímo najevo, že od záměru vydat Elastomanii 2 skutečně upouští.
Od roku 2002 se řada hráčů, programátorů (hackerů) angažovala ve vytváření nových verzí hry. Hra Elasto Mania tak získala neoficiální status.

### Action Supercross
Hra byla vydána v únoru 1997. Původní verze 1.0/1.1 obsahují 24 levelů. Termín level namísto mapy se začal užívat na základě přípony souborů *.lev, do kterých se nově vytvořené levely ukládaly. Nemá nic společného s úrovní.
V březnu 1998 byla vydána verze 1.2. Až tato verze se dá považovat za počátek kultu. Obsahuje 42 levelů zvaných internaly, které byly použity s mírnou modifikací i pro hru Elasto mania. Verze 1.3 byla vydána v lednu 1999 a krom známých bugů poprvé odrážela požadavky komunity scházející se na síti IRCnet.
Hra Action Supercross je naprogramována pro operační systém DOS. Na současných operačních systémech NT je obtížně hratelná. Nepomáhá ani emulátor DOSBox. Hra laguje nebo při doteku cíle zamrzá. Přesto je hra hratelná i na moderních strojích.

### Elasto Mania (neoficiální)
Prvním hráčem, který se angažoval v upgradování elmy byl francouzský jezdec a programátor Hibernatus. Jeho prvním počinem byl patch 1.1hb, který vydal ke konci roku 2002 a změnil tím systém ježdění. Jeho hlavní přínos spočíval ve vytvoření speciálního šestého tlačítka, které simulovalo simultánní stlačení levé a pravé šipky. Pokud se stlačí současně levá a pravá šipka, dojde k efektu známému již ve hře across. Motorka dostane rychlou, okamžitou rotaci po směru hodinových ručiček. Tento bugvolt označovaný jako supervolt bylo v řadě situací složité použít kvůli onomu současnému stlačení levé a pravé šipky. S verzi 1.1hb se supervoltu začalo říkat alovolt, protože jeho použití je již triviální pomocí nového šestého tlačítka.
V roce 2006 Hibernatus vydal upgrade 1.2, ve kterém se už dá měnit rozlišení obrazovky, zoom, sledovat současně několik zaznamenaných jízd najednou apod. Všechny tyto vychytávky jsou neoficiální z důvodu toho, že Rozsa neposkytl zdrojový kód hry k dispozici druhé osobě.
Koncem roku 2006 přišel slovenský jezdec a programátor Lubor Ladický (milagros) s realizací patche, díky němuž by se dala elma hrát online na serverech. Projekt zprvu nazvaný Belma (Battle Elasto Mania) začal pomalu spatřovat světlo světa a je v dnešní době jediným oficiálním místem, kde se dají zajíždět platné světové rekordy. Důvodem tohoto kroku bylo stále důmyslnější používání nedovolených/ilegálních pomůcek k zajíždění lepších časů (cheaty). Dnes se projekt nazývá Elma Online (EOL) a je považován za verzi 1.3.
EOL (1.3) má řadu výhod. Krom toho, že se dá jezdit s dalšími hráči například multiplayer, upgrade vychytal další nedostatky hry jako uložení a spuštění dlouhých záznamů jízd (replayů).
V červenci 2016 publikoval na fóru mopolauta finský programátor smibu projekt nazvaný „Elma 2“, kterým přesunul hraní Elastomie na webové prohlížeče (skript je optimalizovaný na prohlížeč Firefox). Hraní Elastomanie na webovém prohlížeči přináší některé nové funkce, např. hra zaznamenává průběžný čas při sklizení jablka, zobrazuje aktuální a maximální dosaženou rychlost v neznámých jednotkách a další funkce.

## Elma vs. Across
Obě hry se neliší v zaměření a v principu. Pokud pomineme hlavní rozdíl, že Across je hra DOSová a Elma je hra windowsová, tak hlavním rozdílem a opodstatněním názvu Elastomania je větší míra elastičnosti motorky. Motorka v Acrossu je tvrdá, je obtížnější provádět tzv. bouncy. Bounce je termín, který se používá v Elmě jako označení pro bug, který se akceptuje jako součást jízdy. Posouzení, kdy se jedná o bug a kdy o bounce je čistě subjektivní a je na člověku, který rekordy spravuje. Nejspornější světový rekord byl zajetý v levelu 47. Enigma kde se řada hráčů shodovala na tom, že nejlepší čas, který byl v držení 13 let (2004–2017) byl zajet bugem a ne bouncem.
Elma obsahuje 42 levelů z Acrossu plus 12 nových levelů. Levely z Acrossu nejsou identické. Mají pozměněné polygony přizpůsobené k jinému fyzikálnímu modelu motorky v Elmě. Elma je ochuzena o pohybující se jablka a killery, se kterými se bylo možné setkat v Acrossu v levelech Hi-Flyer nebo Expert System. Naproti tomu Elma obsahuje jablka, která mění směr gravitace.

## Princip hry
Elastomania má jednoduchou filosofii. Úkolem je pomocí bodu symbolizovaného motorkou (motorkářem) sesbírat všechny terče, symbolizované jablky a následně se dotknout cíle, symbolizovaného květinou. To celé za jistý časový úsek. Samozřejmě v tom brání řada nástrah jako ozubená kola (killery) nebo smrt ve hře, která nastane po doteku helmy se zemí (polygonem). Způsob jakým tyto úkony provádíte je vysoce sofistikovaný a návykový. Hlavní plus je třeba hledat v ovládání hry, ke kterému stačí 5 tlačítek klávesnice (s verzí 1.1hb šest), ale k jeho základnímu zvládnutí je třeba odehrát několik hodin. S odehranými hodinami se umění jízdy (skill) stále zvyšuje, zdokonaluje (i několik měsíců, let) a člověk je nejen schopen dojet komplikované levely, ale soustředí se i na zlepšování dojetého času. Dalším pozitivem je nadčasový fyzikální model chování motorky. V neposlední řadě hra nutí člověka přemýšlet, jakou zvolit nejrychlejší cestu k cíli. Řada jezdců si tímto získala velkou popularitu. Za zmínku stojí český jezdec Jaroslav Kouba (IRK), který jako první našel v levelu 54. Apple Harvest způsob jak sesbírat všechna jablka cestou dolů, aniž by se musel vracet nahoru.
Symboly použité ve hře jako jablko, květina byly čistě náhodné. Rozsovi proto krajané vyčítají (s humorem) proč místo jablka nepoužil papriku (jakožto národní zeleninu Maďarska).

### Ovládání hry
První čeho si člověk všimne, je rotace směru jízdy doleva/doprava. V základním nastavení pomocí mezerníku. Dále jsou zde tlačítka šipek. Šipka nahoru symbolizuje plyn. Čím víc přidáte plyn po startu tím více se motorka zvedá až se nakonec převrátí. Úhel sklonu zvednutí/snížení se koriguje pomoci šipek doprava/doleva podle toho jestli jedete doprava nebo doleva. Poslední šipka symbolizuje brzdu. Ke koordinaci všech těchto tlačítek potřebuje jistou dobu praxe, která se dá nabrat pouze a jedině hraním/ježděním.

## Editor levelů
Součástí hry je editor, ve kterém se dají vytvářet levely (externaly). Editor ve hře není příliš kvalitní. Na jednoduché levely stačí, ale tvorba složitějších, graficky pohledných levelů chce notnou dávku sebezapření.
Snahou řady lidí bylo vytvořit programy, které by tvorbu levelů ulehčovaly. Prvním byl český jezdec a programátor Radim Řehůřek (rad), který v roce 2002 publikoval program rad's levmaker. Program konvertoval jednoduché obrázky nakreslené například v Paintshopu nebo Photoshopu do souboru *.lev. V externích levelech se tak začaly objevovat skoro ideální, symetrické polygonové objekty.
V současnosti je k dispozici velmi kvalitní editor Advanced Level Editor, vytvořený ruským programátorem Nikolajem Žerebcovem (Nicolas), který se dá používat i bez samotné Elmy.

## Hraní hry
Jde primárně o off-line single player hru. Jezdci, kteří hrají elmu se dělí na tři kategorie:
- Internalista
- Externalista
- Designér levelů

### Internalista
Internalista je jezdec, jehož hlavní motivací je překonávání světových rekordů na 54 levelech tvořících Elmu. Největší popularitu mají jezdci, kteří jezdí levely na total time. Total time je součet všech času interních levelů. Jsou zde i jezdci, kteří jezdí jeden, dva, tři levely a další je nezajímají. Internalisté se vyznačují jednou vlastností. Není otázka jak dlouho, ale hrají jeden level dokud světový rekord nepřekonají. Pro tento způsob hraní se v Elmě zavedl termín höyla (česky hojlit, hojlovat) kdy dotyčný jezdec tráví několik hodin denně, několik dní v týdnu a dokonce i měsíců hraním jednoho levelu, dokud daný čas nepřekoná.

### Externalista
Externalista je jezdec, který jezdí mapy vytvořené někým jiným nebo mapy, které si vytvořil sám. Od internalistů se liší především tím, že je schopen za krátký časový úsek zajet co nejrychlejší čas aniž by znal jaký čas potřebuje jet. Externalista tedy netuší jaký čas musí jet aby vyhrál na rozdíl od internalisty, který čas zná. Externí mapy se používají nebo v pohárech nebo battlech. Pohár je soutěž kdy se publikuje level, který se hraje třeba týden a následně se musí poslat čas a zaznamenaná jízda. Vítězí ten kdo dosáhne nejrychlejšího času. Battle je zkrácený pohár kdy se publikuje neznámý level a do 10–20minut hraní vyhrává ten kdo zajel nejrychlejší čas.

### Designér levelů
Jde především o zkušené jezdce, kteří již nemají ambice trávit hodiny hraním jednoho levelu. Naproti tomu tráví hodiny tvorbou levelů. Mají pro to cit a dokáží vytvořit zajímavé podmínky hratelnosti pro další jezdce.

## Popularita
Popularita hry byla dána od dob Action Supercross. V řadě evropských zemí byla shareware verze 1.0 publikovaná v rámci příloh počítačových časopisů (nejen herních) již v roce 1997. První náznak soupeření mezi sebou přišel s rozmachem internetu. Sám Balazs Rozsa měl již v roce 1997 tabulku světových rekordů na svých stránkách. Nejsnazší přístup k internetu měli v těch časech skandinávci (Finové, Švédové), kteří na přelomu 1997/98 začali spolupracovat v týmech. První tým se nazýval Team98 a tvořili ho převážně Finové. Výhodou týmů bylo heslo víc hlav víc vymyslí. Vymýšleli vlastní styly jak levely dojet v co nejrychlejším čase a repleye si vyměňovali pouze mezi sebou. Během roku 1998 začala vznikat úzká komunita lidí na IRC serveru IRCnet, kanálu #across, která se do dvou let rozrostla a s příchodem elastománie zaznamenala velký rozmach. K Finům a Švédům se postupně přidali nejprve Norové potom Češi, Maďaři, Dánové, Poláci, Slováci a ke konci Rusové. Zbylé národy měli zastoupení po jednom dvou lidech. Pravdou je, ale to že u sebe doma, v práci nebo kdekoliv jinde hru hrálo daleko více lidí jen neměli potřebu své časy publikovat nebo jinak soupeřit s ostatními vyjma kamaráda nebo kolegy z práce.

## Zneužití
V Elastomanii lze snadno cheatovat. Pokud pomineme tzv. PCtunning kdy řada lidí na základě své grafické karty a FPS je schopná do značné míry ovládat bugy (bouncy) jimiž je hra prosetá skrz na skrz, tak prvotní motivací bylo přepsat/vylepšit dojetý čas prostou editací souboru kde se čas ukládá. Soubor kde se časy ukládají nese název state.dat a je zabezpečený jistým kódem jehož prolomení je pro zkušeného programátora (hackera) hračkou. První programy na cheatování se nazývaly stateeditors. Zajeté časy se proto musely dokládat zaznamenanými jízdami (replayi) a to byl kámen úrazu.
Replay je soubor s koncovkou *.rec. Tento soubor není ničím zabezpečený. V hexaditoru se s ním dají dělat různé techtle mechtle. Stačí si zaznamenanou jízdu představit jako video, které se dá editovat. Hackeři jako milagros nebo Hibernatus často publikovali svá díla (replaye), která jsou nerozeznatelná od pravých a jsou o sekundu dvě rychlejší než platný světový rekord. Tito dva lidé naštěstí úzce spolupracovali se správci serveru moposite a angažovali se naopak proti zneužívaní tím, že vytvářeli prográmky na detekci cheatů. Jeden ze správců serveru, Abula, kdysi suše prohlásil větu "kdyby milagros chtěl a publikoval všechny své prográmky, tak je konec světových rekordů".
Problém zneužití se oddálil v roce 2011 zavedením pravidla oficiálního praní pouze s EOL. Rekordy zajeté offline se nebudou akceptovat. Tehdy už byly jisté indicie, že pomůcky jako cheatengine nebo save&load tvoří výbavu řady jezdců, hráčů elmy. Dokonce existuje tabulka světových rekordů s použitím save&load.

## Moposite
Moposite je název oficiálního serveru hry. Zakladatelem je Lassi Heikkinen (Abula). Je to místo setkávání hráčů a fanoušků hry. K dispozici je tabulka světových rekordů, statistiky rekordů hluboko do historie a fórum mopolauta, kde se dají zjistit aktuální informace o hře.
Světové rekordy na moposite spravuje pan Takhola jemuž toto privilegium svěřil autor hry v roce 2001. Na správce je kladen důraz na důvěryhodnost. Důvěryhodností správce je především udržet tajemství zaznamenané jízdy, kterou mu autor nového nejlepšího času zaslal. Toto know-how se řada jezdců snažila udržet v tajnosti aby o rekord nepřišla.
Důvěra a snaha udržet hru stále při životě je důvodem, proč se lidé na moposite rádi vrací. Kritiku snese pouze nepatrné nadržovaní krajanům. Při světovém poháru se vybíraly externí levely převážně od Finů. Finovi byl uznán světový rekord zajetý bugem. Při velkém cheatovém skandálu v roce 2003 se zpátky do statistik dopsali jedině Finové. Toto chování je však zcela normální. Jako příklad se dá uvést výběr map OLP, kam se zvolily externí levely především od Maďarských a nefinských jezdců.